# サウス・ヨークシャー統監
サウス・ヨークシャー統監（サウス・ヨークシャーとうかん、英語: Lord Lieutenant of South Yorkshire）は、イギリスの官職。統監の1つで、サウス・ヨークシャーを担当する。1972年地方行政法でイングランドおよびウェールズの地方自治体再編が行われ、同法第218(1)条によりグレーター・ロンドンおよび各都市・非都市カウンティに統監が1人ずつ任命されることとなった。同法でウェスト・ライディング・オブ・ヨークシャーの一部がサウス・ヨークシャーに再編されたため、1974年の同法施行とともにサウス・ヨークシャー統監が任命された。

## 一覧
- 1974年4月1日 – 1985年：ジェラード・フランシス・ヤング（Gerard Francis Young）[3]
- 1985年5月7日 – 1996年：ジェームズ・ヒュー・ニール（英語版）[3]
- 1996年3月30日 – 2004年3月23日：第12代スカーバラ伯爵リチャード・ラムリー（英語版）[3]
- 2004年5月10日 – 2015年4月7日：デイヴィッド・バーカー・ムーディー（David Barker Moody）[3][4]
- 2015年4月7日 – 2021年11月5日：アンドルー・クーム（Andrew Coombe）[4][5]
- 2021年11月5日 – ：ヒラリー・アン・チャップマン（英語版）[5]